# Корнатово
Корнатово (пол. Kornatowo, нім. Kornatowo) — село в Польщі, у гміні Лісево Хелмінського повіту Куявсько-Поморського воєводства.
Населення — 389 осіб (2011).
У 1975-1998 роках село належало до Торунського воєводства.

## Демографія
Демографічна структура станом на 31 березня 2011 року:
|          | Загалом | Допрацездатний вік | Працездатний вік | Постпрацездатний вік |
| -------- | ------- | ------------------ | ---------------- | -------------------- |
| Чоловіки | 192     | 41                 | 132              | 19                   |
| Жінки    | 197     | 38                 | 121              | 38                   |
| Разом    | 389     | 79                 | 253              | 57                   |